# Olga Müller-Omeltchenko
Olga Müller-Omeltchenko (* 1972 in Moskau, UdSSR) ist Tanz-Weltmeisterin, Tanzlehrerin, Wertungsrichterin bei internationalen Tanzturnieren und Tanztrainerin auf Landes- und Bundesebene.

## Leben
Müller-Omeltchenko stammt aus Russland und begann als Kind ihre Laufbahn, die sie schnell in große Tanzclubs und zu intensiven Trainings führt. Mit ihrem damaligen Tanzpartner errang sie Meisterschaften in fast allen Klassen.
1990 lernte Müller-Omeltchenko ihren späteren Tanzpartner und Ehemann Ralf Müller bei den German Open Championships (GOC) kennen. Am 2. Oktober 1990 starteten sie ihre gemeinsame Karriere und tanzten sich schnell an die Weltspitze. So dominierten sie lange Zeit internationale Turniere in den Lateinamerikanischen Tänzen. Am Valentinstag 1991 heirateten sie. Das Tanzpaar – auch oft in Funk und Fernsehen „Die Müllers“ genannt – galt in den 1990er Jahren als das Aushängeschild des deutschen Tanzsports. Nach einer erfolgreichen Karriere bei den Amateuren wechselten sie später ins Profilager und gewannen 1998 bis 2000 drei Mal hintereinander die Kür-Latein WM. Am 18. November 2000 verkündeten die beiden bei der Welttanzgala in Baden-Baden das Ende ihrer tänzerischen Laufbahn, um sich künftig auf ihren Beruf als Tanzlehrer konzentrieren zu können.
Olga Müller-Omeltchenko wurde Tanzlehrerin in der zusammen mit ihrem Mann geführten Tanzschule in Rastatt. Außerdem fungiert sie als Wertungsrichterin bei internationalen Tanzturnieren und trainiert auf Landes- und Bundesebene den Tanznachwuchs. 2006 wurde sie in Blackpool zur besten Tanztrainerin des Jahres gewählt.
2012 tanzte Olga Müller-Omeltchenko mit Franco Formica einige internationale Turniere.
Olga Müller-Omeltchenko und Ralf Müller haben zwei Söhne (* 2007, 2015). Sie leben im badischen Rastatt.

## Erfolge
Nachfolgend alle Turniersiege (alle zusammen mit Ehemann Ralf Müller):

### Profis
- Weltmeisterschaft Kür-Latein (1998–2000)
- Deutsche Meisterschaft Kür-Latein (1998)
- Deutsche Meisterschaft Latein (1998, 1999)

### Amateure
- Weltmeisterschaft (1996)
- Europameisterschaft (1994, 1996)
- Deutsche Meisterschaft (1994–1997)
- British Open (1996)
- German Open Championships (1994–1996)
- ARD Masters Gala (1994–1996)
- Goldstadt-Pokal (1994–1996)
- UK Championships (1996)
- British Open Professionals Rising Star (1997)

## Vereinszugehörigkeit
- 1994 bis 1996 bei Schwarz-Weiß-Club Pforzheim (vor 1994: unbekannt)
- seit 1997 bei 1. TSC Rastatt